# K. und K. Feldmarschall
K. und K. Feldmarschall je německojazyčná verze československého filmu C. a k. polní maršálek z roku 1930 v režii Karla Lamače, v němž hlavní roli vytvořil Vlasta Burian.

## Děj
Rytmistr František Procházka (Vlasta Burian) ve výslužbě nemůže zvládnout nudu a tak se rozhodne vyjet za svým synovcem lajtnantem Rudim do Polska, k ospalé vojenské posádce, kde právě slouží. Když přijel, objevil u Rudiho uniformu C. K. polního maršálka. Ten má doopravdy přijet na tajnou cestu a u Rudiho má schované věci a má u něj bydlet. Procházka si uniformu oblékne a projde se v ní. Přitom ho vidí několik důstojníků kterým nažene strach. Pak už nemůže přestrojení zrušit. A tak se svým synovcem musí dál hrát hru na falešného polního maršálka. Při své inspekci udělá v ospalé posádce rozruch, zařídí zásnuby svého synovce s dcerou velitele posádky, předvede všem v místním kabaretu své zpěvácké a imitační schopnosti, vyšetří špionáž a plno dalších věcí. Vše by dopadlo dobře, kdyby právě nepřijel pravý polní maršálek.
Pozn.:  K. und K. Feldmarschall (Der Falsche Feldmarschall) je německá verze prvního českého zvukového filmu C. a k. polní maršálek, oba se natáčely současně. Ve stejné roli, jako v české verzi, Františka Procházky se objevil nedostižný Král komiků Vlasta Burian (jeho šestý film). S ním si zahráli: Alexander Roda – Roda a další němečtí herci. Film režíroval stejný režisér jako českou verzi - Karel Lamač, stejný byl i výrobní štáb. Burian hrál v němčině. Film měl veliký úspěch a jeho premiéra v Německu předčila návštěvností i filmy s Charliem Chaplinem.

## Hrají
- Vlasta Burian (rytmistr (setník) v penzi František Procházka, falešný C. a k. polní maršálek a Napoleon)
- Karl Forest (plukovník Přecechtěl)
- Antonie Jaeckel (paní Přecechtělová jeho žena)
- Fee Malten (Lily Přecechtělová, jejich dcera)
- Harry Frank (poručík Rudi Eberle, Procházkův synovec)
- Jo Seff (vojenský sluha Sepll)
- John Mylong (rytmistr hrabě Géza von Medák)
- Emmy Carpentier (kabaretní zpěvačka)
- Franz Engel (kabaretiér)
- Paul Rehkopf (nadporučík Hofer)
- Alexander Roda – Roda (pravý polní maršálek) a další němečtí herci …

## Autorský tým
- Námět: Emil Artur Longen (divadelní hra),
- Scénář: Václav Wasserman
- Režie: Karel Lamač
- Kamera: Otto Heller, Václav Vích
- Hudba: Jára Beneš
- Texty písní: Hans Regina von Nack
- Výroba: Elektafilm a Ondra – Lamač film

## Technické údaje
- Rok výroby: 1930
- Premiéra: 1930
- Zvuk: zvukový
- Barva: černobílý
- Délka: 88 minut
- Druh filmu: komedie
- Země původu: Československo – Německo
- Jazyk: Německý